# Вирощування рослин у космосі

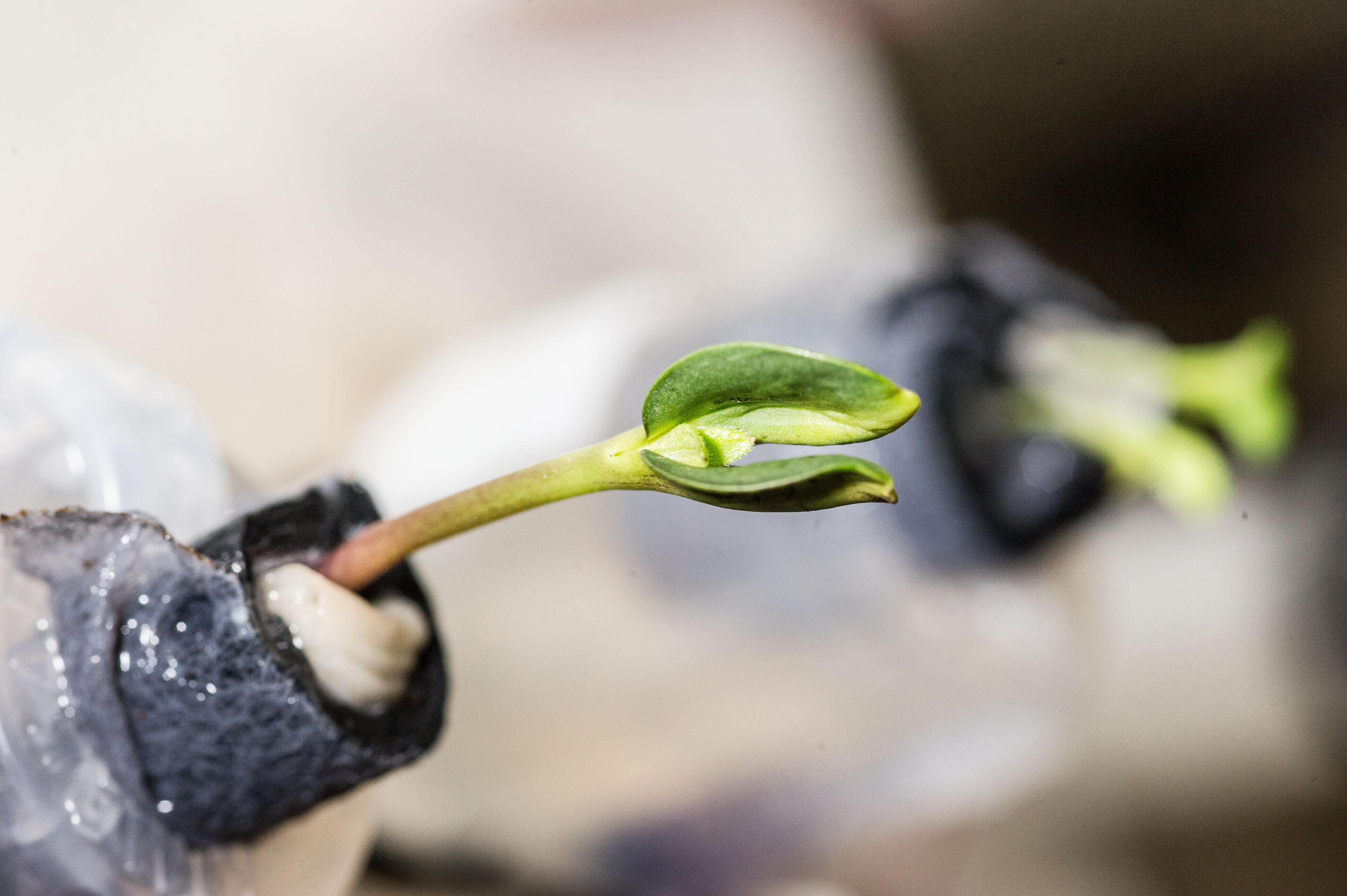
Молода рослина соняшнику на борту Міжнародної космічної станції

Вирощування рослин у космічному просторі — здебільшого відбувається у невагомому контрольованому середовищі під тиском, в окремих космічних садах. Якщо казати про польоти людини в космос, такі рослини можуть споживатися в їжу та/або забезпечувати життєздатне середовище. Вирощування рослин у космосі може також позитивно впливати на психологічний стан екіпажу.
Американське агентство NASA планує вирощувати рослини в космосі для забезпечення харчуванням космонавтів, а також для позитивного впливу на психологічний стан космонавтів під час тривалих космічних польотів.

## Історія

### Насіння
Перше «навмисно модифіковане насіння» було запущено в космос на 134 км 9 липня 1946 року США на ракеті Фау-2, проте ці зразки були втрачені. Першим насінням, що було запущено в космос і успішно повернуто, стало насіння кукурудзи 30 липня 1946 року. Незабаром науковці повторили цей самий експеримент з насінням жита та бавовни. Ці перші суборбітальні біологічні експерименти були проведені Гарвардським університетом, вченим НАСА Меттью Аморосом, та Дослідницькою лабораторією Військово-морського флоту США з метою з'ясування впливу радіації на живу тканину. У 1971 році, насіння дерев (сосна ладанна, платан, ліквідамбар, секвоя і псевдотсуга Мензіса) у кількості 500 шт. облетіли навколо Місяця на пілотованому космічному кораблі Аполлон-14. Ці Місячні дерева були посаджені та вирощені під наглядом на Землі, жодних змін не було виявлено.

### Рослини
У 1982 році екіпаж радянського Салют-7 виростив резуховидку, яка стала першою рослиною, що від насіння до цвітіння виросла в космосі. Експеримент Skylab вивчав ефекти гравітації і світла на пагонах рису. У 1997 космічна теплиця SVET-2 на борту орбітальної станції «Мир» успішно виростила рослину з якої одержала насіння.
Дослідження вирощування рослин тривають на Міжнародній космічній станції.
Під час польоту на БТКК «Колумбія» 1997 року, український астронавт Леонід Каденюк, виконував біологічні досліди спільного українсько-американського наукового дослідження з трьома видами рослин: ріпа, соя і мох. Основна мета проведення експериментів — вивчення впливу стану невагомості на фотосинтетичний апарат рослин, на запліднення та розвиток зародка, на експресію генів у тканинах сої і ріпи, на вміст фітогормонів у рослинах ріпи, на вуглеводневий метаболізм та ультраструктуру клітин паростків сої, на хід ураження паростків сої патогенним грибом фітофтори.

## Рослини, що були вирощені в космосі під час експериментів
Неповний список рослин, що були вирощені в космосі під час експериментів:
- Arabidopsis[12][13]
- Mizuna lettuce[2]
- Brassica rapa[4]
- Рис[9]
- Тюльпан[12]
- Каланхое[12]
- Льон[12]
- Цибуля городня[12]
- Горох посівний[12]
- Редиска[12]
- Салат сійний[12]
- Пшениця[12]
- Часник[12]
- Огірок звичайний[12]
- Петрушка кучерява[12]
- Кріп[12]